# Baumbremse

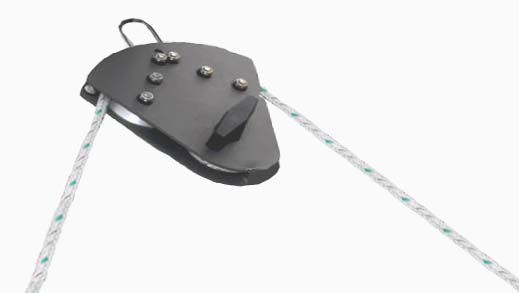
Baumbremse mit Leine

Eine Baumbremse ist ein Bauteil am Segelboot, das eine schnelle Bewegung des Baums verhindert.
Beim Segeln besteht die Gefahr einer Patenthalse, bei der der Großbaum mit hoher Geschwindigkeit von einer Schiffsseite zur anderen schlägt. Die Baumbremse besteht aus einer oder mehreren nicht drehbaren Trommeln mit Rillen, die an der Unterseite des Baums angebracht wird. Durch die Rillen wird eine Leine gelegt, die anschließend links und rechts des Masts auf das Deck geführt wird. Mindestens eine Seite wird in die Plicht umgelenkt, wo die Leinenspannung angepasst werden kann. Die dadurch beeinflusste Reibung zwischen Leine und Trommel verhindert eine schnelle Bewegung des Baums. Im Gegensatz zum Bullenstander muss eine Baumbremse bei einer Halse nicht umgehängt werden. Das Haupteinsatzgebiet sind Vorwindkurse, beispielsweise beim Schmetterling.